# Moislains
Moislains település Franciaországban, Somme megyében. Lakosainak száma 1118 fő (2022. január 1.). Moislains Aizecourt-le-Haut, Allaines, Bouchavesnes-Bergen, Étricourt-Manancourt, Mesnil-en-Arrouaise, Nurlu és Templeux-la-Fosse községekkel határos.

## Népesség
A település népességének változása:
| Lakosok száma | 1222 | 1212 | 1253 | 1201 | 1177 | 1153 | 1129 | 1122 | 1118 |
|               | 2013 | 2015 | 2016 | 2017 | 2018 | 2019 | 2020 | 2021 | 2022 |